# Simacu (jezična porodica)
Simacuan, malena izolirana etnolingvistička porodica američkih Indijanaca iz Perua, poznati pod plemenskim imenima Urarina i Itucale. Charles A. Zisa (1970) klasificira ju velikoj andskoj porodici. Joseph H. Greenberg ga klasificira s mayna i sabela jezicima u širu skupinu itucale-sabela i preko nje u andske jezike, a Matthew S. Dryer (2005) vodi ga kao izoliranog
Porodica obuhvaća tek jezik i pleme Urarina u departmanu Loreto na rijekama Tigrillo, Pangayacu i Chambira, pritoke Marañóna, u distriktima Urarinas, Chambira i Trompeteros. Ima ih između 2,000 i 3,500. 

## Vanjske poveznice
- Urarina